# Redfoo
Stefan Kendal Gordy (n. 3 septembrie 1975, Los Angeles, California, SUA) este mai bine cunoscut pentru scena sa, arta lui Redfoo este DJ, rapper și fiul unui cântăreț american, fondatorul Monotow Records, Berry Gordy. În 2006 a creat trupa LMFAO cu succesul său mondial în 2011, cu albumul Sorry Party Rocking înainte de a fi eliminați în 2012. În 2016 a lansat albumul său Party Rock Manison.
1. ↑  Stefan Gordy, Roglo
2. ↑  Redfoo, GeneaStar
3. 1 2  Discogs, accesat în 26 august 2023